# Tlatelolco (sito archeologico)

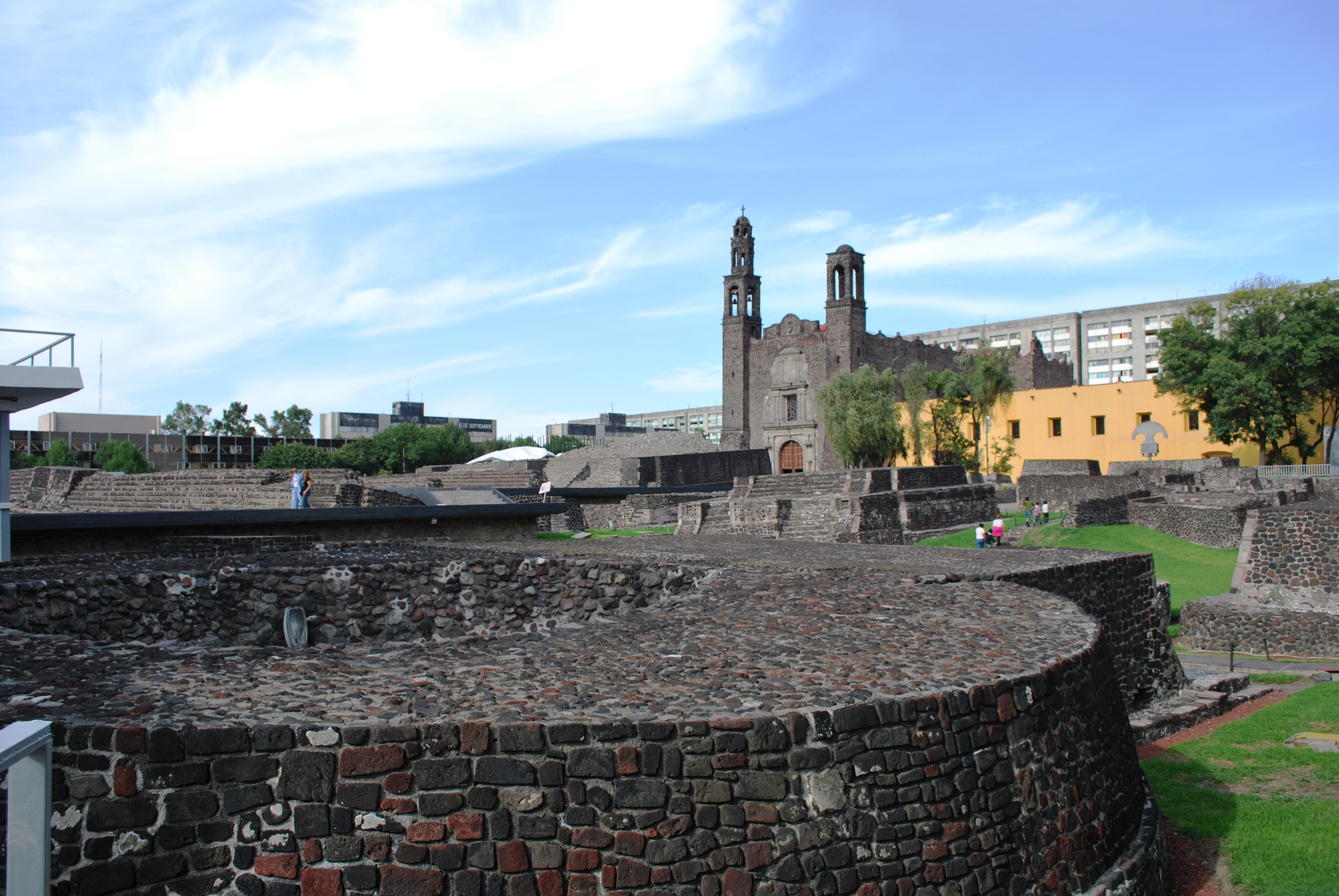
Vista del sito dall'angolo sud-occidentale

Tlatelolco è un sito archeologico scavato a Città del Messico, in cui si trovano i resti della città-Stato precolombiana di Tlatelolco. È centrato su Piazza delle tre culture: un quadrato circondato su tre lati da un sito azteco, da una chiesa del XVII secolo chiamata Templo de Santiago e da un moderno complesso di uffici un tempo in uso al ministero degli esteri messicano.
Il tempio principale di Tlatelolco, recentemente scavato, ha portato alla luce una piramide di oltre 700 anni. Questo indica che il sito è più vecchio di quanto si credeva, secondo quanto sostenuto dall'Instituto Nacional de Antropología e Historia (INAH). Date le somiglianze tra i suoi tratti architettonici e quelli di Tenayuca e Tenochtitlán, sembra dimostrato che si tratti del primo edificio di costruzione mista di Aztechi e Tlatelolca.

## Scoperta della fossa comune
Il 10 febbraio 2009 gli archeologi dell'INAH hanno annunciato la scoperta di una fossa comune contenente 49 scheletri umani, posizionati in modo ordinato sulla schiena, con le braccia incrociate e avvolti in foglie di maguey. Gli archeologi trovarono gli scheletri in una tomba di 4 metri per 10, durante la ricerca di un palazzo.
Tra i corpi ci sono 45 adulti, due bambini, un adolescente ed un anziano che indossa un anello che starebbe ad indicare l'appartenenza ad un ceto alto. Molti dei giovani sono alti, e molti hanno ossa rotte curate, caratteristica tipica dei guerrieri. Si pensa di trovare in futuro almeno altri 50 corpi. La tomba contiene prove sia di rituali aztechi come offerte di incenso e sacrifici animali, sia spagnoli come bottoni e qualche vetro.
Salvador Guilliem, capo del sito per l'istituto di archeologia governativo, ha detto di essere stato sorpreso dalla scoperta: "Siamo stati completamente sorpresi. Non ci aspettavamo di trovare un grosso complesso funerario". Secondo lui, sembra che gli indigeni sepolti nella tomba siano morti combattendo con i conquistadores invasori, o siano stati uccisi da malattie quali epidemie di febbre emorragica, responsabile della morte di buona parte della popolazione nativa tra il 1545 ed il 1576. Il sito si differenzia da molte altre tombe di epoca coloniale per il modo con cui i corpi sono stati inumati. La tecnica è simile a quella cristiana del tempo, e opposta a quella di altre migliaia di tombe azteche in cui i corpi erano gettati e non posizionati con cura. Guilliem aggiunge: "È una fossa comune, ma furono sepolti davvero con cura." Susan Gillespie della University of Florida suggerisce una teoria alternativa, ovvero che gli uomini fossero stati tenuti prigionieri dagli spagnoli per qualche tempo, e poi giustiziati in seguito.